# Chucky 2 – Die Mörderpuppe ist wieder da
Chucky 2 – Die Mörderpuppe ist wieder da (Originaltitel: Child’s Play 2) ist die Fortsetzung des Horrorfilms Chucky – Die Mörderpuppe und somit der zweite Teil der Chucky-Reihe. Der Film kam 1990 in die Kinos.

## Handlung
Nach den Ereignissen des ersten Teils werden die verbrannten Überreste von Chucky zurück in die „Good-Guy“-Fabrik gebracht, wo die Puppe wiederhergestellt wird. Der Fall rund um Andy Barclay hat die Investoren der Firma verunsichert, weswegen hiermit bewiesen werden soll, dass die Puppe normal funktioniert. Als dieser die Augen eingesetzt werden, gerät einer der Techniker jedoch in den Stromkreis der Maschine und wird vor den Augen des Firmenmanagers Mr. Sullivan und dessen Assistenten Mattson getötet. Mattson erhält von Mr. Sullivan daraufhin den Auftrag, die Geschehnisse nicht publik zu machen und die Puppe zu entsorgen. Als er am selben Abend mit der Puppe in seinem Auto unterwegs ist, wird er von dieser mit einem Plastiksack erstickt.
Chucky hält an seinem bisherigen Plan fest und will Andy Barclays Körper benutzen, um aus dem Puppenkörper zu entfliehen. Ihm bleibt nicht viel Zeit, da er zunehmend menschlicher wird und ansonsten ewig im Puppenkörper bleiben muss. Es gelingt ihm, Andys neuen Wohnort ausfindig zu machen, der jetzt in einer Pflegefamilie lebt, da seine Mutter nach den vorangegangenen Ereignissen in die Psychiatrie eingewiesen wurde. Zu Andys Leidwesen befindet sich im Haus der Simpsons, seiner Pflegeeltern, eine andere „Good-Guy“-Puppe, die sogleich von Mutter Joanne weggeräumt wird. Als Chucky das Haus ausfindig macht, zerstört und vergräbt er die andere Puppe im Garten und kann unbemerkt deren Platz einnehmen. Bald unternimmt er einen ersten Versuch, seine Seele in Andys Körper zu transferieren, was zufällig durch Andys Pflegeschwester Kyle verhindert wird.
Andy weiß nun, dass Chucky zurück ist, allerdings glaubt ihm niemand. So tötet Chucky auch Andys Lehrerin Mrs. Kettlewell in der Schule. Andys Pflegevater Phil wird Andys Panik vor der Puppe bald zu viel, so dass er diese in den Keller wirft. Andy versucht in der Nacht, Chucky mit einem elektrischen Messer zu zerstören, wird jedoch von diesem überwältigt. Als Phil hinzustößt und Andy beruhigen will, bringt Chucky ihn auf der Treppe zum Stolpern, so dass er fällt und sich das Genick bricht. Joanne gibt daraufhin Andy die Schuld am Tod ihres Mannes und schickt ihn zurück ins Heim. Zurück bleibt nur Kyle, die Chucky aus Bestürzung in die Mülltonne wirft. In derselben Nacht entdeckt sie die Überreste der anderen Puppe im Garten und stellt fest, dass die Mülltonne leer ist. Als sie Joanne in ihrem Schlafzimmer aufsucht, findet sie diese tot vor und wird von der Mörderpuppe attackiert. Mit einem Dolch bewaffnet nötigt Chucky sie, ihn zu Andy ins Kinderheim zu bringen.
Im Heim angekommen löst Chucky den Feueralarm aus, um einen Aufruhr zu verursachen und tötet die Heimleiterin, die Kyle die Puppe wütend entreißt. Chucky kann Andy entführen und auf einem Zeitungswagen entkommen, während Kyle mit dem Auto die Verfolgung aufnimmt. Als sie die „Good-Guy“-Fabrik erreichen und Chucky erneut versucht, seine Seele zu transferieren, blutet er zum wiederholten Mal aus der Nase, was ein Zeichen dafür ist, dass er in seinem Puppenkörper menschlich geworden ist und somit nicht mehr in einen richtigen Körper gelangen kann. Außer sich vor Wut will er Rache an Andy nehmen, wird aber von Kyle gehindert, die inzwischen ebenfalls in der Fabrik ist und gemeinsam mit Andy in die Herstellungsabteilung flieht. Chucky folgt ihnen und tötet einen Techniker, der gerade eine Maschine repariert.
Andy und Kyle können Chucky in eine Maschine stoßen, in der die Puppen zusammengeschweißt werden. Allerdings entkommt dieser schwer gezeichnet wieder und kann Kyle mit der aufgehängten Leiche des Technikers bewusstlos auf das Förderband werfen. Anschließend will er sich an Andy rächen, bleibt aber in einem Heizkörper unter einem Ventil mit flüssigem Kunststoff stecken. Andy öffnet das Ventil und Chucky wird von heißem Kunststoff übergossen. Er kann Kyle gerade noch zu Bewusstsein bringen, bevor sie ebenfalls in der Maschine landet. Als sie Chuckys Überreste begutachten, stürzt sich die Mörderpuppe erneut auf sie. Kyle kann Chucky einen Schlauch mit ausströmender Luft in den Mund stecken, worauf sich dessen Kopf füllt und platzt. Nun scheint er endgültig besiegt. Andy und Kyle verlassen die Fabrik und fragen sich, wo nun ihr Zuhause ist.

## Synchronisation
Die deutsche Bearbeitung entstand in Hamburg, bei der Alster Studios Synchron GmbH. Das schreiben des Dialogbuches sowie die Synchronregie übernahm Rolf Jülich. Diesmal übernahm Lutz Harder die Synchronisation von Chucky, anstatt Tobias Meister, der die Figur im ersten Teil sprach. Eine Neusynchronisation der Figur, nun mit Meister als Chucky, entstand 2020 unter der Regie von Dr. Gerd Naumann.
| Rolle           | Darsteller      | Synchronsprecher                       |
| --------------- | --------------- | -------------------------------------- |
| Chucky (Stimme) | Brad Dourif     | Lutz Harder Tobias Meister (seit 2020) |
| Andy Barclay    | Alex Vincent    | Adriana Coutsouvelis                   |
| Kyle            | Christine Elise | Claudia Schermutzki                    |
| Joanne Simpson  | Jenny Agutter   | Regina Pressler                        |
| Phil Simpson    | Gerrit Graham   | Klaus-Peter Kaehler                    |
| Grace Poole     | Grace Zabriskie | Ursula Vogel                           |
| Mrs. Kettlewell | Beth Grant      | Ulrike Ritscher                        |
| Mr. Sullivan    | Peter Haskell   | Lothar Grützner                        |
| Mattson         | Greg Germann    | Gernot Endemann                        |

## Kritiken
„Fortsetzung des Horrorfilms ‚Chucky – Die Mörderpuppe‘, der es nicht gelingt, die Spannung ihres Vorgängers aufzubauen; die schnörkellose Inszenierung orientiert sich an gängigen Vorgaben der ‚slasher movies‘.“

## Trivia
- Das Budget des Filmes betrug etwa 13 Mio. US-Dollar; der Film spielte brutto 35 Mio. ein.[4]
- Die Dreharbeiten begannen Anfang November 1989 und dauerten bis Februar 1990.
- Der Film war von 1992 bis September 2013 indiziert gewesen, nach erfolgreichem vorzeitigen Antrag des Labels auf Listenstreichung wurde dieser jedoch davon entfernt. Durch eine Neuprüfung der FSK erhielt er dann die Altersfreigabe ab 16 Jahren.